# 1997 FO
1997 FO är en asteroid i huvudbältet som upptäcktes den 19 mars 1997 av Beijing Schmidt CCD Asteroid Program vid Xinglong-observatoriet.
Asteroiden har en diameter på ungefär 12 kilometer och den tillhör asteroidgruppen Eos.